# Oconto (Wisconsin)
Oconto é uma cidade localizada no estado norte-americano de Wisconsin, no Condado de Oconto.

## Demografia
Segundo o censo norte-americano de 2000, a sua população era de 4708 habitantes.
Em 2006, foi estimada uma população de 4715, um aumento de 7 (0.1%).

## Geografia
De acordo com o United States Census Bureau tem uma área de
19,0 km², dos quais 17,8 km² cobertos por terra e 1,2 km² cobertos por água.

## Localidades na vizinhança
O diagrama seguinte representa as localidades num raio de 28 km ao redor de Oconto.